# Methioides cicatricosa
Methioides cicatricosa är en skalbaggsart som beskrevs av Chemsak och Linsley 1967. Methioides cicatricosa ingår i släktet Methioides och familjen långhorningar. Inga underarter finns listade i Catalogue of Life.